# Ebe Stignani
Ebe Stignani (née le 10 juillet 1903 à Naples et morte le 5 octobre 1974  à Imola) est une mezzo-soprano italienne, l'une des plus éminentes mezzos de sa génération.

## Biographie
Née à Naples, Ebe Stignani étudie le chant, mais aussi le piano et la composition, au Conservatoire de sa ville natale avec Agostino Roche à partir de l'âge de treize ans, et débute en 1924 au Teatro San Carlo, d'abord dans de petits rôles, puis l'année suivante en Amneris (Aida). En 1926, Arturo Toscanini l'engage et elle triomphe à La Scala de Milan dans le rôle de Eboli. Elle y restera la principale mezzo jusqu'à son retrait de la scène, tout en poursuivant une brillante carrière internationale, se produisant à Paris, au Covent Garden de Londres (notamment en 1937 en Amneris, mais aussi en Adalgisa, dans la Norma, aux côtés de Maria Callas en 1952 et 1957), à Barcelone, Lisbonne, Buenos Aires, New York, Chicago, San Francisco, etc.
Par son format vocal et son tempérament, elle s'est imposée dans tous les grands rôles verdiens de mezzo ; mais grâce à une voix assez souple, son répertoire allait des grands rôles dramatiques (Azucena, Ulrica, Amneris, Eboli) aux rôles plus virtuoses, comme l'Arsace de Semiramide (Florence, 1940), ou Adalgisa (dans Norma qu'elle enregistra avec Maria Callas en 1954), en passant par Leonora, Preziosilla, Laura, mais aussi Orfeo, le répertoire français avec Carmen, Dalila, ainsi que le répertoire wagnérien : Ortrud, Brangäne.
La Stignani était dotée d'une voix d'une extraordinaire puissance et richesse, d'un registre très étendu, avec des « ressources quasiment illimitées du timbre et de la tessiture », son intensité dramatique compensant ses talents limités d'actrice sur scène. Le critique musical André Tubeuf évoque « une voix, une projection, une ligne idéalement prédisposées à Verdi. Le Metropolitan lui préféra Castagna, puis Barbieri. Stignani se contenta d'être la plus monumentale mezzo italienne du siècle, la seule qui en volume et en contrôle aurait pu se mesurer aux Fidès d'autrefois, aux Ortrudes de légende.  »
Elle se retira en 1958 à Imola, et le théâtre de la ville porte désormais son nom.

## Discographie sélective
- 1937 : Norma - Gina Cigna, Ebe Stignani, Giovanni Breviario, Tancredi Pasero, Chœurs et orchestre de la Rai de Turin, dir. Vittorio Gui
- 1937 : Requiem de Verdi - Maria Caniglia, Ebe Stignani, Beniamino Gigli, Ezio Pinza, Chœurs et orchestre de la Scala de Milan, dir. Tullio Serafin
- 1941 : La Forza del destino - Maria Caniglia, Galliano Masini, Carlo Tagliabue, Ebe Stignani, Tancredi Pasero, Saturno Meletti, Chœurs et orchestre de la Rai de Turin, dir. Gino Marinuzzi
- 1952 : Aida - Renata Tebaldi, Ebe Stignani, Mario Del Monaco, Fernando Corena, Chœurs et orchestre de l'l'Académie Sainte-Cécile de Rome, dir. Alberto Erede
- 1953 : Il trovatore - Maria Callas, Ebe Stignani, Carlo Tagliabue, Chœurs et orchestre de la Scala de Milan, dir. Antonino Votto (live)
- 1954 : Norma - Maria Callas, Ebe Stignani, Mario Filippeschi, Nicola Rossi-Lemeni, Chœurs et orchestre de la Scala de Milan, dir. Tullio Serafin
- 1957 : Un ballo in maschera - Anita Cerquetti, Ebe Stignani, Ettore Bastianini, Chœurs et orchestre du Théâtre Communal de Florence, dir. Emidio Tieri (live)

## Sources
- Harold Rosenthal, John Warrack, Roland Mancini et Jean-Jacques Rouveroux, Guide de l'opéra, Paris, Fayard, coll. « Les indispensables de la musique », 1995, 968 p. (ISBN 978-2-213-59567-2)
- L'Univers de l'opéra. Œuvres, scènes, compositeurs, interprètes, sous la direction de Bertrand Dermoncourt, Paris, Robert Laffont, coll. « Bouquins », 2012
- Tout Verdi, sous la direction de Bertrand Dermoncourt, Paris, Robert Laffont, coll. « Bouquins », 2013
- Le Nouveau Dictionnaire des interprètes, sous la direction de Alain Pâris, Paris, Robert Laffont, coll. « Bouquins », 2015